# Nyanza
Nyanza (también conocida como Nyabisindu) es una ciudad ruandesa, ubicada en el distrito de Nyanza y a su vez es la capital de la Provincia del Sur.

## Características
La ciudad de Nyanza conecta con Kigali y con Butare.  La estación de autobuses está en el centro de la ciudad de Nyanza, al lado del mercado cubierto al aire libre. Las principales compañías de autobuses que sirven en Nyanza son Volcano y Horizon, que salen cada media hora y tienen capacidad para 28 pasajeros. También hay camionetas más pequeñas conocidas como autobuses Twege que caben en la mayor cantidad de personas posibles y salen cuando están llenas. El transporte dentro de la ciudad es a través de los omnipresentes taxis de moto  o de bicicleta, o a pie. Nyanza es históricamente conocido por su yogur y kéfir (tradicionalmente llamado ikivuguto en kinyarwanda, el idioma de Ruanda).

## Demografía
Para el 2022 se estima un total de 55 295, pese a que no existen cifras oficiales por parte del gobierno.

## Economía
La ciudad de Nyanza contiene dos lecherías. Laiterie de Nyabasindu es una de las mayores empresas productoras de leche y yogur de Ruanda.

## Atractivos turísticos
La ciudad alberga el museo de la casa de los mwami. En la colina cercana del nuevo palacio se encuentra la tumba del penúltimo mwami Mutara III Rudahigwa (1931-1959) y su esposa Rosalie Gicanda.
Mientras gran parte del palacio del rey permanece como estaba cuando el rey vivía en él durante las décadas de 1950 y 1960, algunos muebles fueron robados o destruidos durante el genocidio de 1994. En algunos casos, se han instalado réplicas de los muebles originales. No se permiten fotografías dentro del palacio.